# Pierre Manent

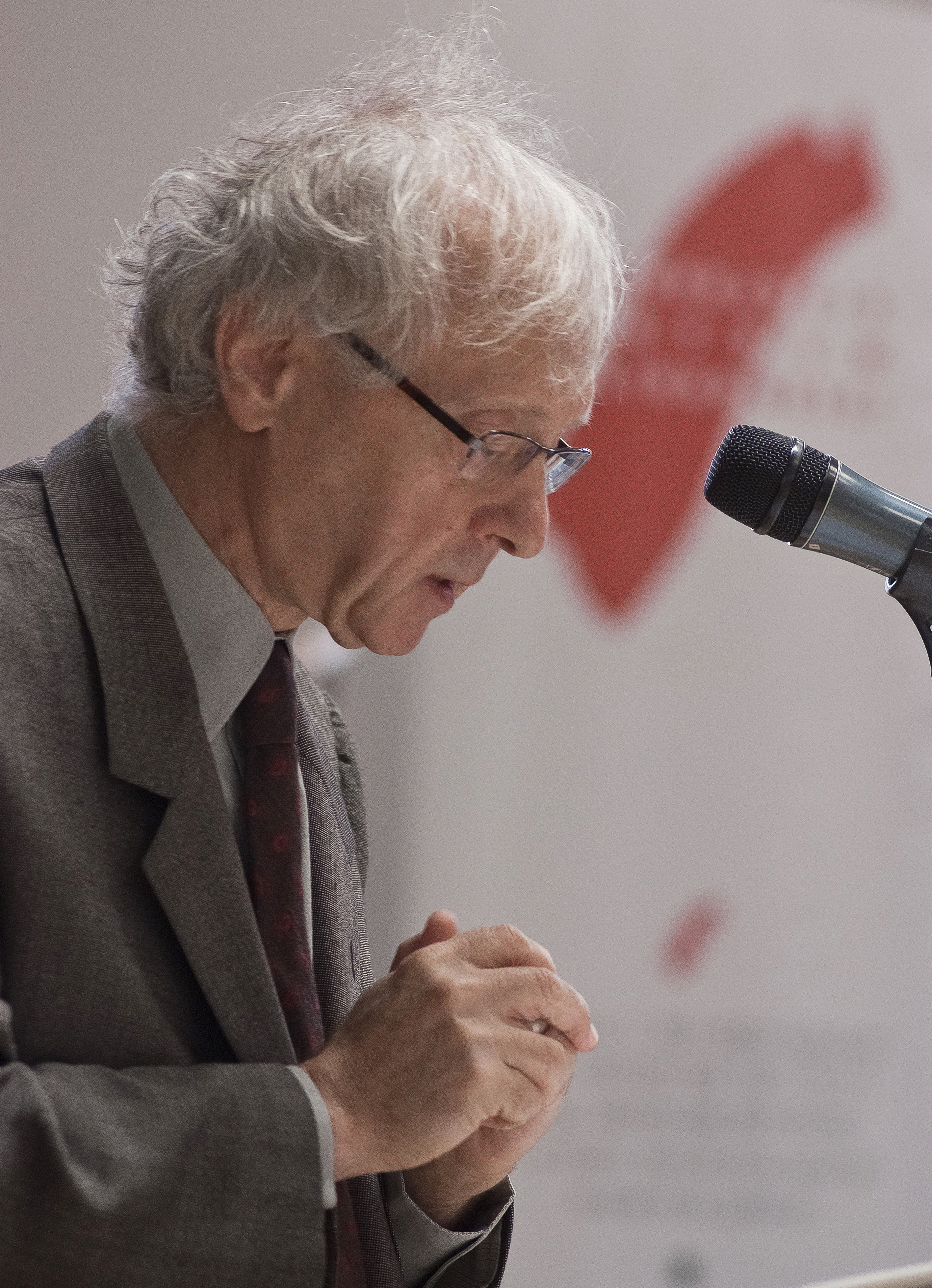
Pierre Manent podczas conferencji "Solidarność i kryzys zaufania", Warszawa, 2010.10.11

Pierre Manent (ur. 1949) – francuski politolog i filozof, historyk idei; profesor École des hautes études en sciences sociales w Paryżu.
Wykładowca Centre d'études sociologiques et politiques Raymond Aron (CESPRA) oraz Boston College. Uczeń i asystent Raymonda Arona. Jeden z twórców i redaktorów kwartalnika „Commentaire”, znanego organu prasowego liberałów i konserwatywnych liberałów we Francji. Badacz francuskiej tradycji liberalnej, w swoich dociekaniach poświęca wiele uwagi rozwojowi myśli politycznej, formom organizacji życia politycznego oraz patologiom systemów społecznych – oligarchii i tyranii. Do jego najbardziej znanych prac należą: Tocqueville et la nature de la démocratie (1982), Intelektualna historia liberalizmu (1987 [wyd. pol. 1990]), La Cité de l’homme (1994), Modern Liberty and Its Discontent (1998), Racja narodów. Refleksje na temat demokracji w Europie (2006 [2009]), Przemiany rzeczy publicznej. Od Aten do całej ludzkości (2010 [2014]).